# Polychidium polychidioides
Polychidium polychidioides är en lavart som först beskrevs av Alexander Zahlbruckner, och fick sitt nu gällande namn av Henssen. Polychidium polychidioides ingår i släktet Polychidium och familjen Massalongiaceae.   Inga underarter finns listade i Catalogue of Life.